# Isaac Mbenza
Isaac Mbenza, född 8 mars 1996, är en belgisk fotbollsspelare som spelar för Charleroi i Jupiler Pro League.

## Karriär
Den 30 januari 2017 värvades Mbenza av Montpellier. Den 9 augusti 2018 lånades Mbenza ut till Huddersfield Town på ett låneavtal över säsongen 2018/2019. Den 9 juli 2019 blev det klart med en permanent övergång till Huddersfield Town för Mbenza som skrev på ett tvåårskontrakt.
Den 31 januari 2020 lånades Mbenza ut till franska Amiens på ett låneavtal över resten av säsongen 2019/2020. Eftersom säsongen 2019/2020 förkortades på grund av den rådande coronaviruspandemin spelade Mbenza endast tre ligamatcher för Amiens.
I maj 2021 förlängde Mbenza sitt kontrakt i Huddersfield Town med ett år. Den 6 september 2021 värvades han av Qatar SC.
Den 14 mars 2022 gick Mbenza på fri transfer till Charleroi, där han skrev på ett kontrakt över resten av säsongen 2021/2022. I juni 2022 förlängde Mbenza sitt kontrakt med tre år.